# Мамсуров, Сергей Маратович
Серге́й Мара́тович Ма́мсуров (осет. Мамсыраты Сергей Мараты-фырт; 1959, Ленинград — 1995, Москва) — известный московский криминальный авторитет первой половины 1990-х годов.

## Мамсуров до 1990-х годов
Мамсуров родился в Ленинграде в 1959 году в семье офицера Военно-морского флота, физика-ядерщика Марата Сахановича Мамсурова (1927—2009), осетина, и филолога-испаниста Евгении Николаевны Мамсуровой (1930—2016). Удача сопутствовала Сергею уже с рождения — его семья, в отличие от большинства семей военных, не переезжала из гарнизона в гарнизон, а жила в Москве. Он учился в школе с углублённым изучением английского языка, увлекался спортом и поэзией, был членом ВЛКСМ. Ещё в школе у Мамсурова стали проявляться черты лидерства, стремление стать первым. После окончания школы поступил в институт на экономический факультет.
В годы студенчества Мамсуров познакомился с двумя будущими криминальными авторитетами Москвы — Леонидом Завадским и Олегом Коротаевым, после чего из вуза ушёл. Перестройка и экономические реформы Михаила Горбачёва открыли ему дорогу в мир предпринимательства. С помощью своих новых знакомых он создал фирму «Осмос», первоначальный вклад в которую сделал именно Завадский. К 1990 году фирма уже крепко стояла на ногах.

## Мамсуров в 1990-е годы
Со временем из помощника Мамсуров превратился в равноправного партнёра Завадского, а Олег Коротаев, уехав в 1992 году из России в США, в 1994 году был там убит. В криминальном мире Сергей Мамсуров был известен под кличкой Мансур.
Чтобы использовать силовой потенциал своих людей в рэкете, Мамсуров предложил создать частное охранное предприятие, но уже  в 1992 году он и его бригада были арестованы за вымогательство. Спустя два месяца ему удалось освободиться. В это же время он начал употреблять наркотики. Крэк и кокаин делали Мамсурова неуправляемым, и тогда он совершал абсолютно бессмысленные поступки.
К числу подобных поступков относилось и жестокое убийство архитектора Алексея Галанина 17 марта 1995 года. Совершив его, Мамсуров расчленил тело, сжёг его в камине, а останки выбросил на помойку. В его квартире (Петровка, дом 19) при подобных обстоятельствах были совершены и другие убийства.
Когда возникли подозрения о связи Мамсурова с правоохранительными органами, Завадский назначил ему встречу на Введенском кладбище, в ходе которой 7 октября 1994 года Мамсуров выстрелом в голову убил Завадского наповал. В тот же день он убил и сожительницу Завадского.
После убийства Завадского алкоголик и наркоман Мамсуров окончательно деградировал как личность. Когда 7 апреля 1995 года его квартиру блокировала группа захвата, Мамсуров взял в заложники двух женщин, одна из которых была его сожительницей. Во время переговоров Мамсуров тянул время, выдвигая условия своей добровольной сдачи. Одной из женщин удалось бежать, вторую (свою сожительницу) он убил. Когда начался штурм, Мамсуров открыл огонь по сотрудникам СОБРа и встречным огнём был убит. Сообщники Сергея Мамсурова впоследствии были осуждены.